# Người Canada
Người Canada (tiếng Anh: Canadians, tiếng Pháp: Canadiens) là những người được xác định là công dân của Canada.